# 목천초등학교
목천초등학교는 대한민국 충청남도 천안시 동남구에 있는 공립 초등학교이다.

## 학교 연혁
- 1913년 4월 1일: 설립인가
- 1913년 6월 1일: 개교
- 1938년 4월 1일: 목천공립심상소학교로 개칭
- 1941년 4월 1일: 목천공립국민학교로 개칭
- 1981년 3월 1일: 병설유치원 개원
- 1996년 3월 1일: 목천초등학교로 개칭
- 2017년 2월 7일: 제101회 졸업
- 2017년 3월 1일: 13학급(특수 2학급) 편성, 병설유치원 1학급
- 2018년 2월 28일: 제102회 졸업
- 2018년 3월 1일: 10학급(특수 2학급) 편성, 병설유치원 1학급

## 참고 자료
- 목천초등학교 - 한국교육학술정보원 학교알리미